# Sant Vicenç de Tossa
|  | No s'ha de confondre amb Església Vella de Sant Vicenç. |

Sant Vicenç de Tossa és una església del municipi de Tossa de Mar  a la comarca de la Selva. És un edifici de grans dimensions al mig de la Vila Nova de Tossa que es basa en una nau central i capelles laterals. Era adossat a les antigues dependències de l'Ajuntament i del Consell Comarcal, amb les quals forma una illa de cases. Forma part de l'Inventari del Patrimoni Arquitectònic de Catalunya.

## Descripció
La coberta és de volta de mig punt i llunetes amb set trams fins a la capçalera. Les capelles, cinc per banda, són més baixes que la nau central, el que permet l'entrada de llum, juntament amb la gran rosassa del frontis. Hi ha una capella, paral·lela a la nau central, dedicada al Santíssim i un cor als peus de la nau, darrere la façana.

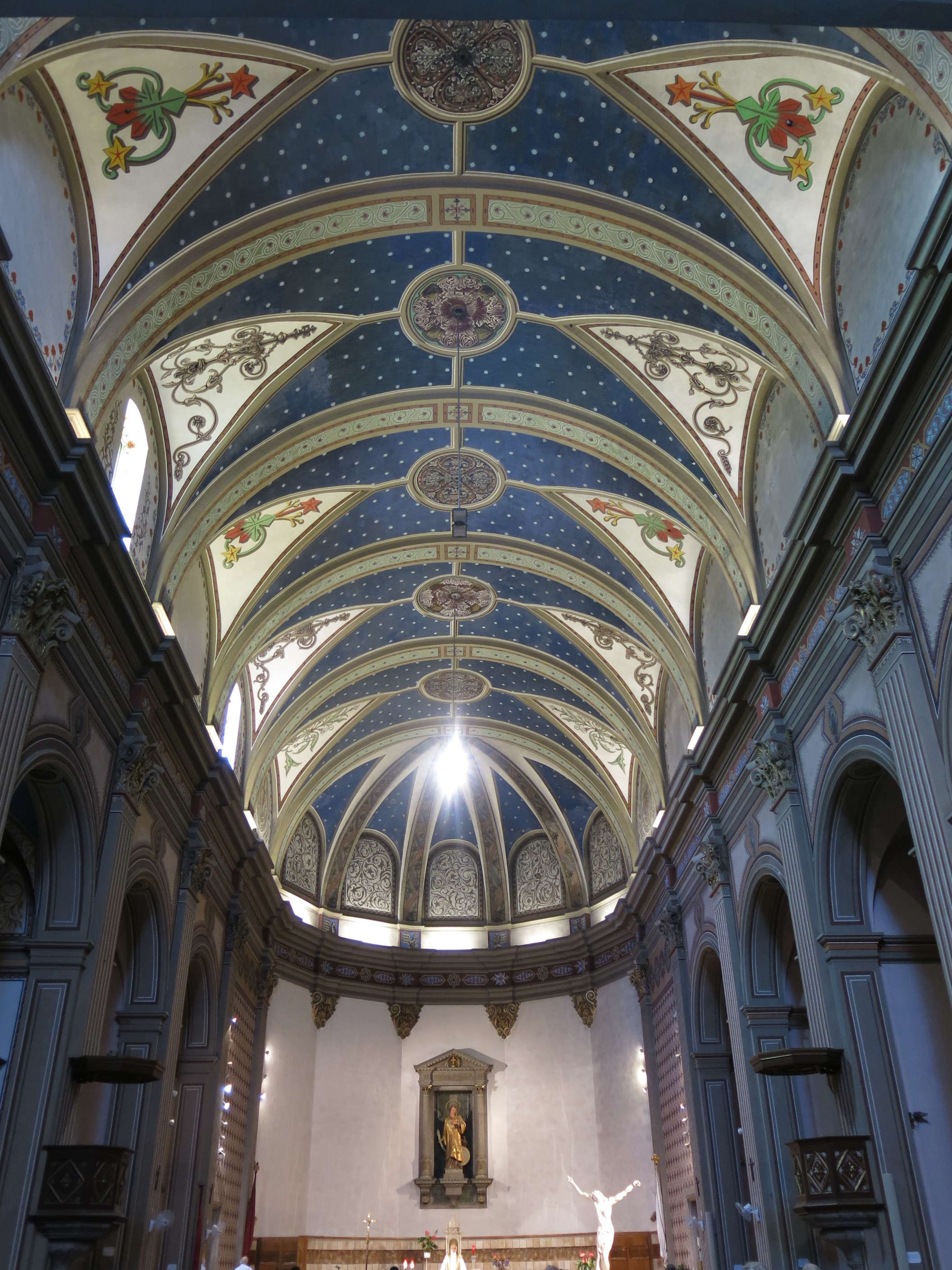
Nau central

La nau central, orientada a l'oest, es basa en el ritme d'un seguit de pilastres corínties, decorades i pintades amb base de pedra. L'absis o zona presbiteral és poligonal amb quatre pilastres exteriors. La teulada exterior està coberta a doble vessant cap a laterals. El campanar, de planta quadrada, està adossat a la part dreta de la façana i no és gaire alt.
Pel que fa a la façana, està construïda amb pedra de Montjuïc (Barcelona). Sobre l'entrada de pedra i portal de fusta, amb arc rebaixat, destaca l'escut municipal i la imatge en fornícula de Sant Vicenç que corona una falsa estructura arquitectònica barroca. La teulada de la façana té una estructura d'arc rebaixat que contrasta amb les formes còncaves dels laterals.
La construcció és d'estil barroc popular i tardà. La decoració de l'església consta de pintures a la volta i les parets presbiterals. Cal assenyalar l'existència, al presbiteri, d'una pica d'aigua beneïda d'origen medieval, que procedeis de l'antiga església de la Vila vella.
L'interior va ser decorat amb unes retaules barrocs i imatges procedents de l'antiga església, algunes de les quals eren fetes per artistes locals. Bona part d'aquesta decoració fou destruïda el 1936 al començament de la Guerra Civil. A la capella lateral hi ha el Retaule del Roser, del segle xviii, encara que va ser refet després de la Guerra Civil. La Verge al centra del retaule és una Immaculada, que substituí la primitiva del Roser.

## Història
Les notícies de Sant Vicenç de Tossa es remunten al segle x, més precisament l'any 966, quan el comte Miró feu donació de l'alou de Tossa al monestir de Ripoll. Aquesta església davall del Montguardí, l'actual far de Tossa, prop de l'antiga Església Vella de Sant Vicenç de Tossa.
A partir de mitjan segle xviii la majoria de la població de Tossa, un contingent humà de cap a 1300 persones, ja vivia fora de les antigues muralles, al barri de sa Roqueta, al Veïnat Nou, al carrer dels Socors i als ramals inicials del carrer de la Guàrdia i del Pou de la Vila. Més enllà del nucli urbà, tot eren camps i horts, Des de 1748, que el Comú comença a comprar terreny a la família de Rabassa, s'aniran conformant els carrers de sant Josep, de Sant Antoni, de Sant Ramon (avui de Tarull) i de Sant Vicenç (avui Rosa Rissech). D'alguna manera, en aquesta època es dona un creixement urbanístic important per la configuració actual de Tossa, i dins aquest creixement destaca, a més de l'hospital de pobres i pelegrins, l'església dedicada a Sant Vicenç màrtir.

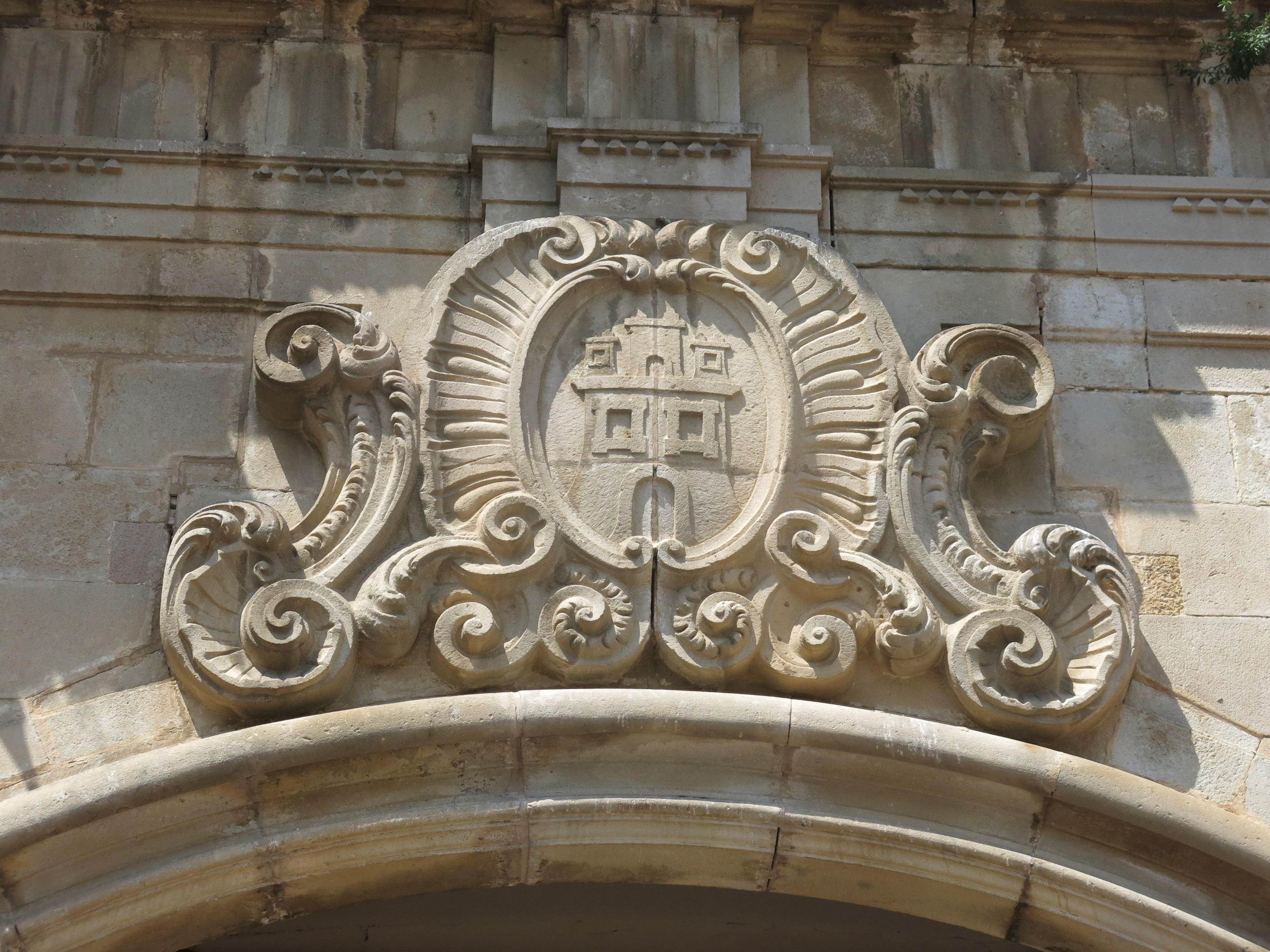
L'escut de Tossa, damunt el portal de l'església

L'església vella progressivament va esdevenir amb el creixement demogràfic del segle xviii, petita i envellida, com que a més era en un indret de forta erosió. La construcció de l'església de Sant Vicenç del nou nucli urbà va començar el 1755, uns anys després que s'obtingués la llicència reial i l'establiment del Trentè (que obligava a cedir una trentena part de la producció de Tossa a la construcció). Un dels problemes que va tenir l'edificació foren el pes i els fonaments, a causa de les capes freàtiques febles. Potser per aquesta raó les dimensions del campanar es van reduir molt. Finalment es va consagrar el 1776. El 29 de novembre d'aquell any es va fer una processó solemne per fer el trasllat simbòlic de la vella a la nova església parroquial.
La planta de l'Església és d'arrel contrareformista (segles xvi-xvii) i fou dirigida pels mestres de cases Josep Petit i Salvi Lliura (amb llurs socis Narcís Soriano i Jaume Blanch) en dues etapes. Mesos després de fer el trasllat i la benedicció de la nova església, es va acabar l'obra, 1777, tal com ens indica una pedra gravada amb aquest any al capdamunt del frontis. Pel que fa als retaules i la imatgeria cal destacar les tasques de la família tossenca Fuster-Martí. L'església parroquial tenia un organista des de final del segle xviii. Destaca l'erudit i organista mossèn Josep Soler de Morell (Barcelona 1880-1965).
La construcció de la nova seu eclesiàstica coincideix amb un moment de creixement econòmic relacionat sobretot amb els permisos de lliure comerç amb les colònies americanes (1765-1778). Això va permetre ampliar els contactes mercantils i comercials que la marina de Tossa ja tenia al Mediterrani amb els de l'Atlàntic. Juntament amb l'Hospital de Sant Miquel, fou un dels primers edificis de certa entitat a la Vila nova. Amb el temps, però, es va reformar i restaurar parcialment, per diversos incendis del segle xix, i sobretot els anys 1939-46, 1966-70 i 1995-2004, per raons bèl·liques, litúrgiques i estètiques.